# Liste der Flüsse in Burundi

Das Einzugsgebiet des Kagera (gelb) mit der Einzugsgebietsgrenze zwischen Kongo und Nil (orange) in Ruanda (oben) und Burundi (unten)

Dies ist eine Liste der Flüsse in Burundi. Der kleine ostafrikanische Binnenstaat ist hydrologisch etwa hälftig in zwei Einzugsgebiete geteilt. Der etwas größere Teil des Landes mit 50,6 % entwässert über den Tanganjikasee in den Kongo beziehungsweise in den Atlantik. Der andere Teil über den Kagera und im Weiteren den Nil in das Mittelmeer. In dem Land liegt auch der Luvironza, der als Quellfluss des Nils angesehen wird.
Im Folgenden sind die Flüsse Burundis nach ihren Einzugsgebieten in ihrer Mündungsreihenfolge aufgelistet:

## Kongo (Tanganjikasee)

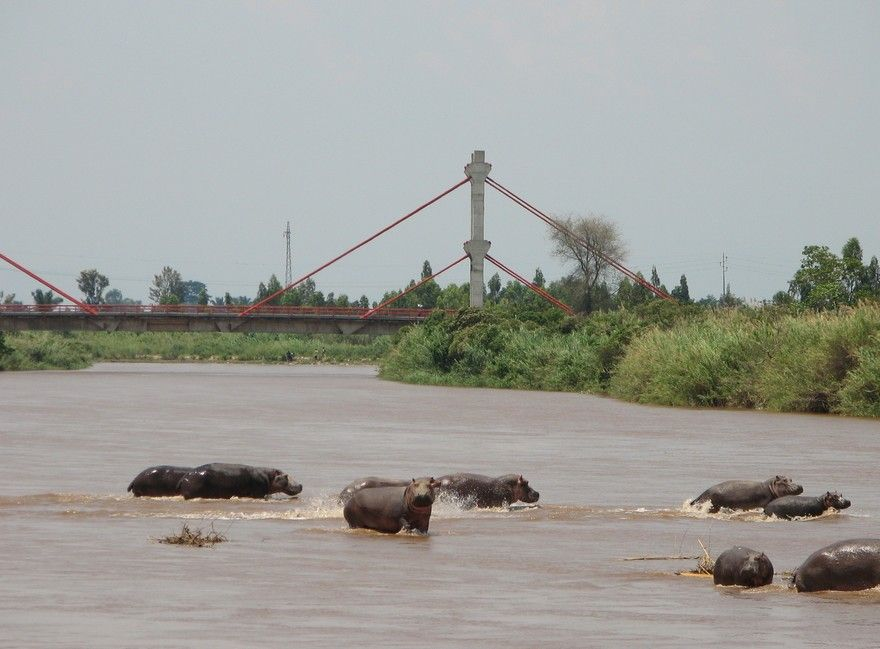
Flusspferde vor einer Brücke über den Ruzizi

- Ruzizi
  - Ruhwa
  - Kaburantwa
  - Mpanda
- Mulembwe
- Jiji
- Malagarasi
  - Rukoziri
  - Mutsindozi
  - Muyovozi
  - Rumpungu
    - Lugusi

  - Moyowosi
    - Ruwiti

## Nil

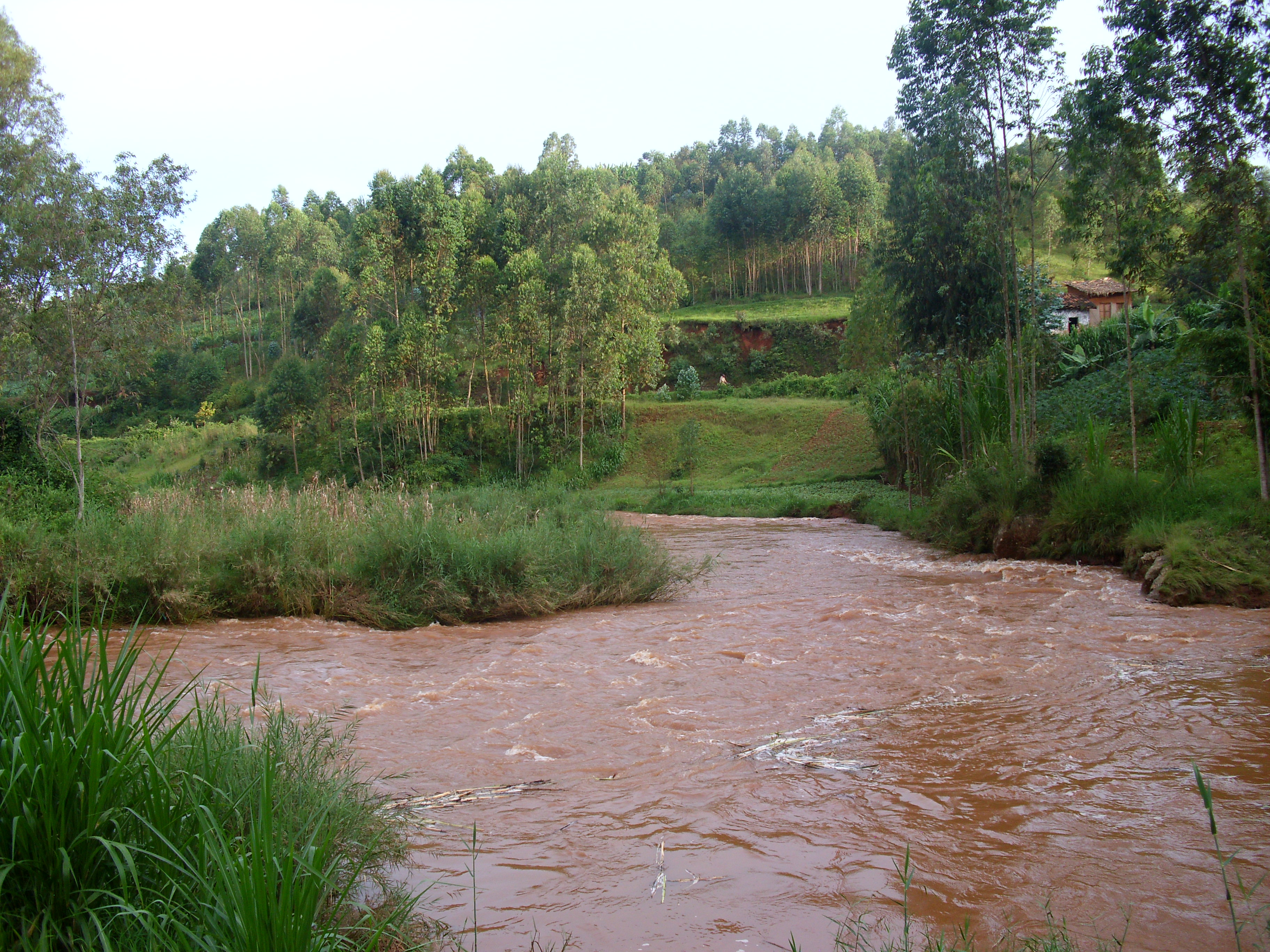
Der Mubarazi entlang der Ostgrenze der Provinz Muramvya

- Kagera
  - Nyabarongo
    - Kanyaru

  - Ruvubu
    - Kayongozi
    - Luvironza (Ruvyironza, Kasumo)
      - Waga

    - Ndurumu
    - Mubarazi
    - Murarangaro
    - Nyamuswaga

## Einzugsgebiete des Landes
| Einzugsgebiet       | Quadratkilometer | Prozent der Landesfläche |
| ------------------- | ---------------- | ------------------------ |
| Ruzizi              | 2.737            | 10,8                     |
| Tanganjikasee       | 3.797            | 15,0                     |
| Malagarazi          | 3.379            | 13,3                     |
| Lumpungu (Rumpungu) | 1.234            | 4,9                      |
| Ruwiti              | 94               | 0,4                      |
| Mweruzi (Moyowosi)  | 362              | 1,4                      |
| Ruvubu              | 10.720           | 42,2                     |
| Kanzigira-Kagera    | 1.219            | 4,8                      |
| Kanyaru-Kagera      | 1.839            | 7,2                      |
| Burundi Gesamt      | 25.381           | 100                      |